# La Aulaga
La Aulaga es una localidad española del municipio de El Castillo de las Guardas, perteneciente a la provincia de Sevilla, en la comunidad autónoma de Andalucía.

## Historia
Hacia mediados del siglo XIX, el lugar, ya por entonces perteneciente al Castillo de las Guardas, tenía contabilizada una población de 135 habitantes. La localidad aparece descrita en el tercer volumen del Diccionario geográfico-estadístico-histórico de España y sus posesiones de Ultramar de Pascual Madoz de la siguiente manera:

AULAGA, AGULAGA ó ABULAGA: cas. en la prov. de Sevilla (9 leg.), part. jud. de Sanlúcar la Mayor (9), térm. jurisd. y á 1 leg. al O. del Castillo de las Guardas (V.): la combaten los vientos del N., es algo propenso á tercianas: cuenta 34 casas, algunos manantiales de agua regular, y el terreno enclavado en el de la matriz, es de ínfima calidad, y prod. trigo, centeno, cebada, avena, lino y bellotas. Hay cria de ganado lanar, cerdoso, vacuno, y en mayor cantidad de cabrío; y alguna caza de conejos, perdices, jabalies y lobos: pobl. 38 vec., 135 almas.
(Madoz, 1846, p. 108)

En 2022, tenía empadronados 76 habitantes.